# Église Saint-Arbogast d'Offenheim
Pour les articles homonymes, voir Église Saint-Arbogast.
L'église Saint-Arbogast est une église en partie classée monument historique située à Stutzheim-Offenheim, dans la circonscription administrative du Bas-Rhin, dans la collectivité européenne d'Alsace. Construite à la fin du XIIe siècle ou dans le premier tiers du XIIIe siècle en style roman, elle fait l’objet d’un agrandissement en 1789-1790 pendant lequel la nef médiévale est détruite pour construire une plus grande nef.
Le clocher, classé au titre des monuments historiques depuis 1898, est tout ce qui subsiste de l’église romane. Il se caractérise par sa maçonnerie en brique ocre jaune et son style très dépouillé, signes d’une construction réalisée à l’économie.

## Historique
Bien que la présence d’une église à Offenheim ne soit mentionné pour la première fois qu’en 1391, le style architectural du clocher, en particulier le recours exclusif à l’arc en plein-cintre et à la voûte d’arêtes, atteste d’une construction à la fin du XIIe siècle ou dans le premier tiers du XIIIe siècle. Le village devient une paroisse en 1398, mais deux siècles plus tard, en 1615, elle est rabaissée au rang de filiale de Dossenheim, puis en 1629 de Behlenheim avant d’être enfin rattachée à Stutzheim en 1788.
L’année suivante, en 1789, l’église, devenue trop petite, est en grande partie reconstruite, le nouvel édifice étant inauguré en 1790. Classé au titre des monuments historiques en 1898, le clocher est restauré en 1899 puis une nouvelle fois en 1911.

## Architecture

### Disposition générale
L’église est composée d’une nef rectangulaire à vaisseau unique prolongée par un chœur à chevet polygonal. Elle a la particularité de ne pas être orientée, le chœur faisant face au nord plutôt qu’à l’est. Le clocher est accolé au flanc oriental du chœur. Cette disposition date de la reconstruction de 1789 et n’est pas celle d’origine : l’église médiévale dispose d’une nef à vaisseau unique orientée ouest-est, prolongée du côté oriental par la tour, dont le rez-de-chaussée sert de chœur.

### Tour
L’ancienne tour de chœur, puis clocher depuis le XIXe siècle, présente un plan presque carré avec 5,30 m pour les faces est et ouest et 5,40 pour les côtés nord et sud. En élévation, il présente quatre niveaux très simples et construits à l’économie, sans séparations visuelles ni ornements. La tour est presque exclusivement construite en briques jaunes posées en panneresse ou en boutisse, mais l’alternance entre les deux méthodes n’est pas régulière et ne semble pas suivre de schéma discernable. Les briques sont en revanche de mêmes dimensions, ce qui donne des assises régulières séparées par des joints larges. La maçonnerie est apparente sur l’ensemble des façades extérieures, sans crépi, mais les traces apparentes sur les ébrasements des fenêtres montrent que ça n’a pas toujours été le cas et qu’il était auparavant couvert d’un crépi ocre jaune clair peint de faux joints imitant un appareil de briques.
Le premier niveau, formant rez-de-chaussée, est posé sur un socle en brique en légère saillie à l’est et au nord. Dans les angles nord-est et sud-est il prend la forme de moellons et de blocs de grès rose assez grossièrement taillés. Le grès se retrouve dans la façade nord sous la forme de deux consoles qui ont peut-être servi de support à une toiture en appentis disparue. Le mur oriental est percé d’une fenêtre romane en plein-cintre, qui a été élargie à une date postérieure. Une autre fenêtre, quadrangulaire, est ouverte côté sud, mais celle-ci est tardive et date probablement des travaux de la fin du XIXe siècle ou du début du XXe siècle. Ce rez-de-chaussée est jusqu’en 1789 le chœur de l’église et ouvre alors à l’ouest sur la nef par un arc triomphal en plein cintre. Il est également avant cette date couvert par une voûte d’arêtes, démolie lorsque ce chœur a été converti en sacristie.
Les deuxième et troisième niveaux sont pratiquement nus à l’exception de petits jours d’environ 70 cm de haut. La façade ouest est également percée d’une porte en plein cintre qui devait permettre d’accéder aux combles de l’ancienne nef. Enfin, le quatrième niveau, qui abrite la chambre des cloches, est percé sur chaque côté de trois grandes ouvertures en plein cintre. La toiture en bâtière n’est plus d’origine, les pignons ayant probablement été refaits après l’incendie de 1889 tandis que la couverture à tuiles canal elle-même date de 1981.

### Nef
La nef médiévale, disparue, se trouvait à l’emplacement du chœur actuel et était probablement quadrangulaire, mais ses dimensions exactes ne sont pas connues, bien que la porte donnant accès à ses combles au premier étage de la tour donne une idée générale de sa hauteur. Il est possible que cette nef ait été ornée à la base de ses pignons de consoles en grès sculptées, une telle console en forme de masque et datée du XIIe siècle ayant été retrouvée à une centaine de mètres de l’église.

## Mobilier

### Vierge à l’Enfant
Cette statue très abimée a été découverte en 1993 dans un niche murée située au sommet de l’angle sud entre le chœur et la nef. Bien que la tête et les avant-bras soient manquants, la présence d’arrachements sur le côté gauche de la poitrine permettent d’identifier une Vierge à l’Enfant. Les plis montrent un travail de sculpture de grande qualité, qui était complété par une polychromie elle aussi visiblement soignée.
Bien que l’état de la statue rende les comparaisons difficiles, le style des plis permet de la dater de la première moitié du XIVe siècle. De même, bien que son origine reste inexpliquée, les traces d’érosion sur le côté droit montrent qu’elle s’est trouvée un certain temps à l’extérieur en étant partiellement exposée aux intempéries. Les dégâts qu’elle a subis indiquent par ailleurs une chute et il semble d’après les traces au niveau du cou qu’il y ait eu une tentative de réparation.

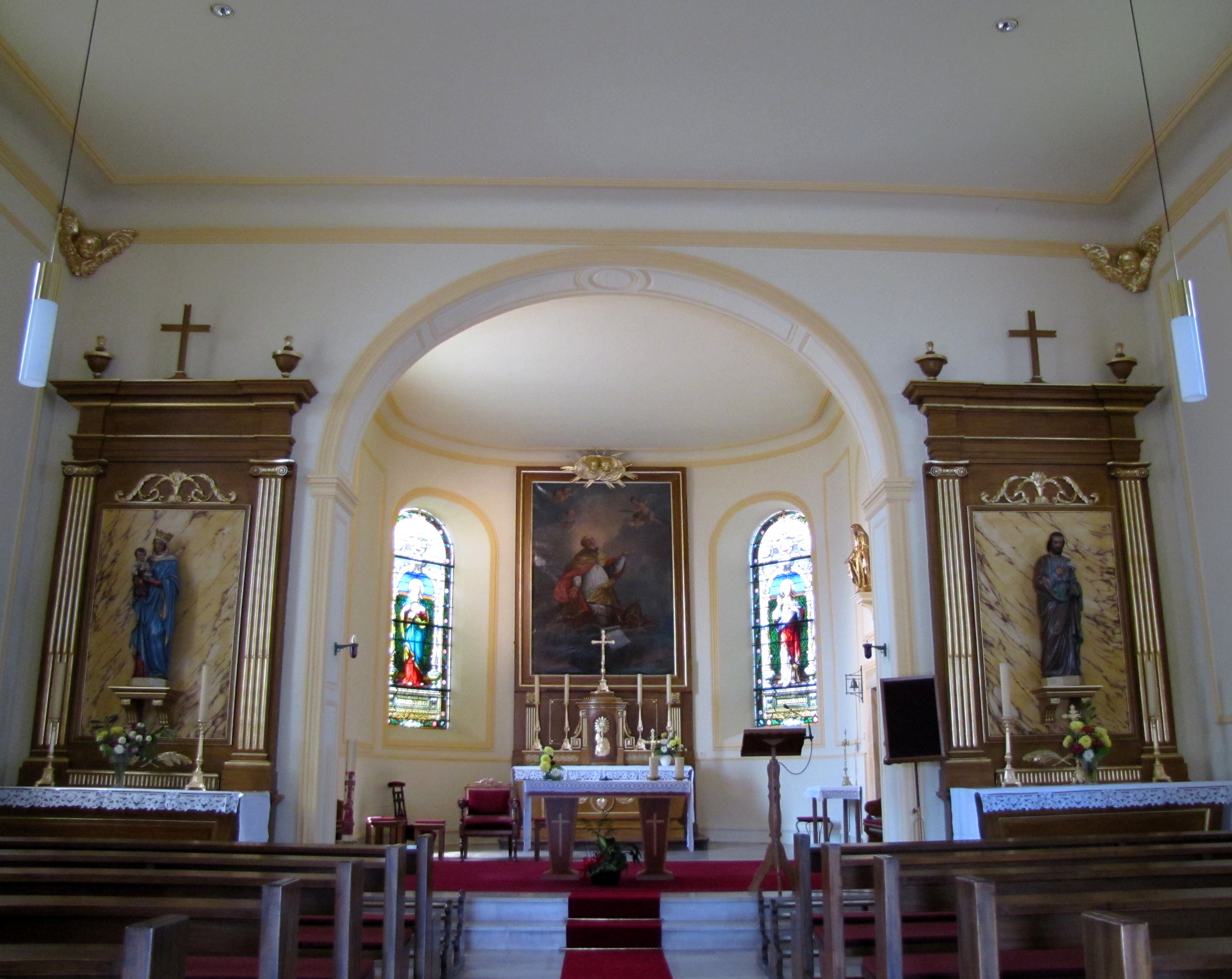
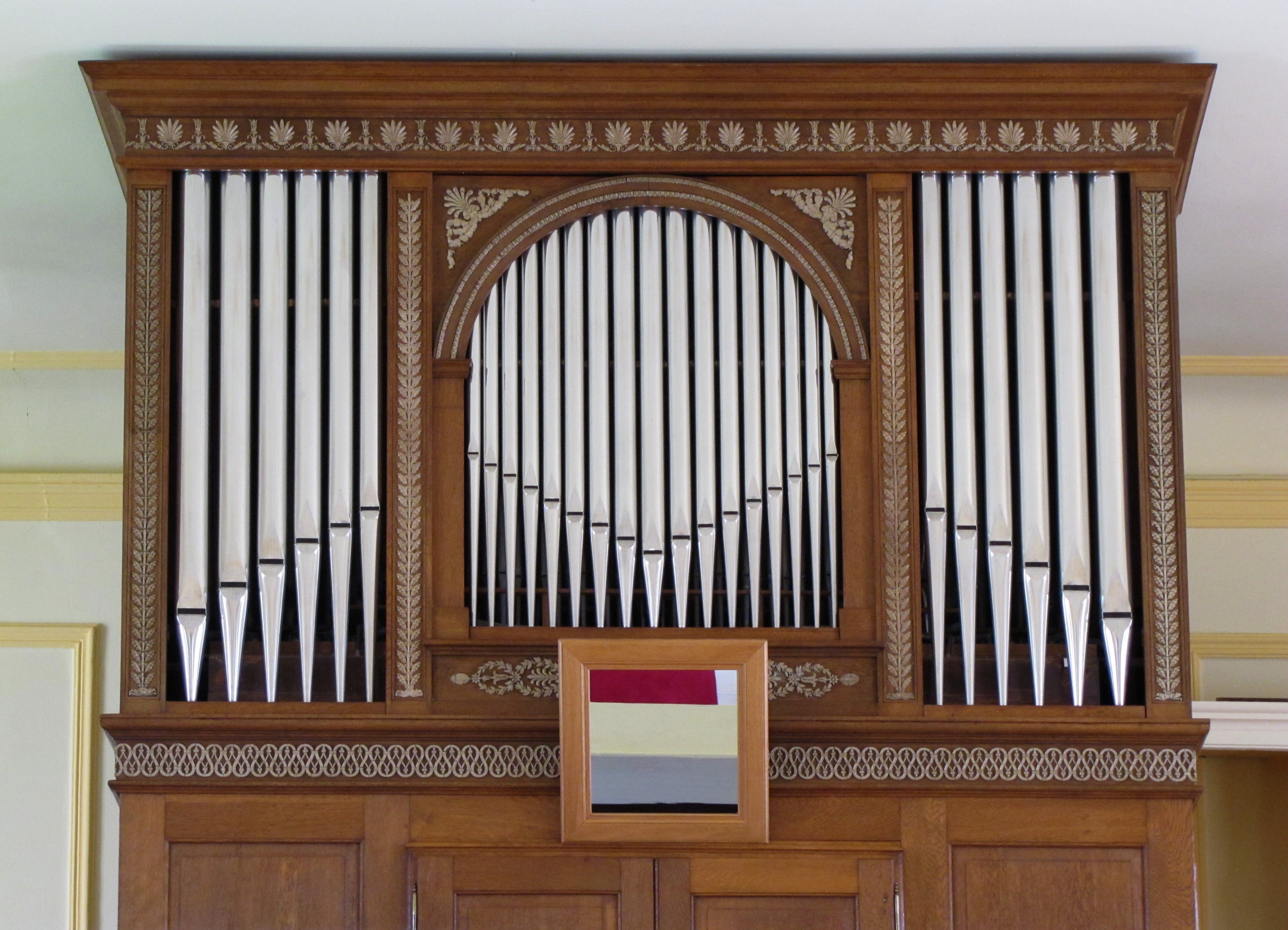
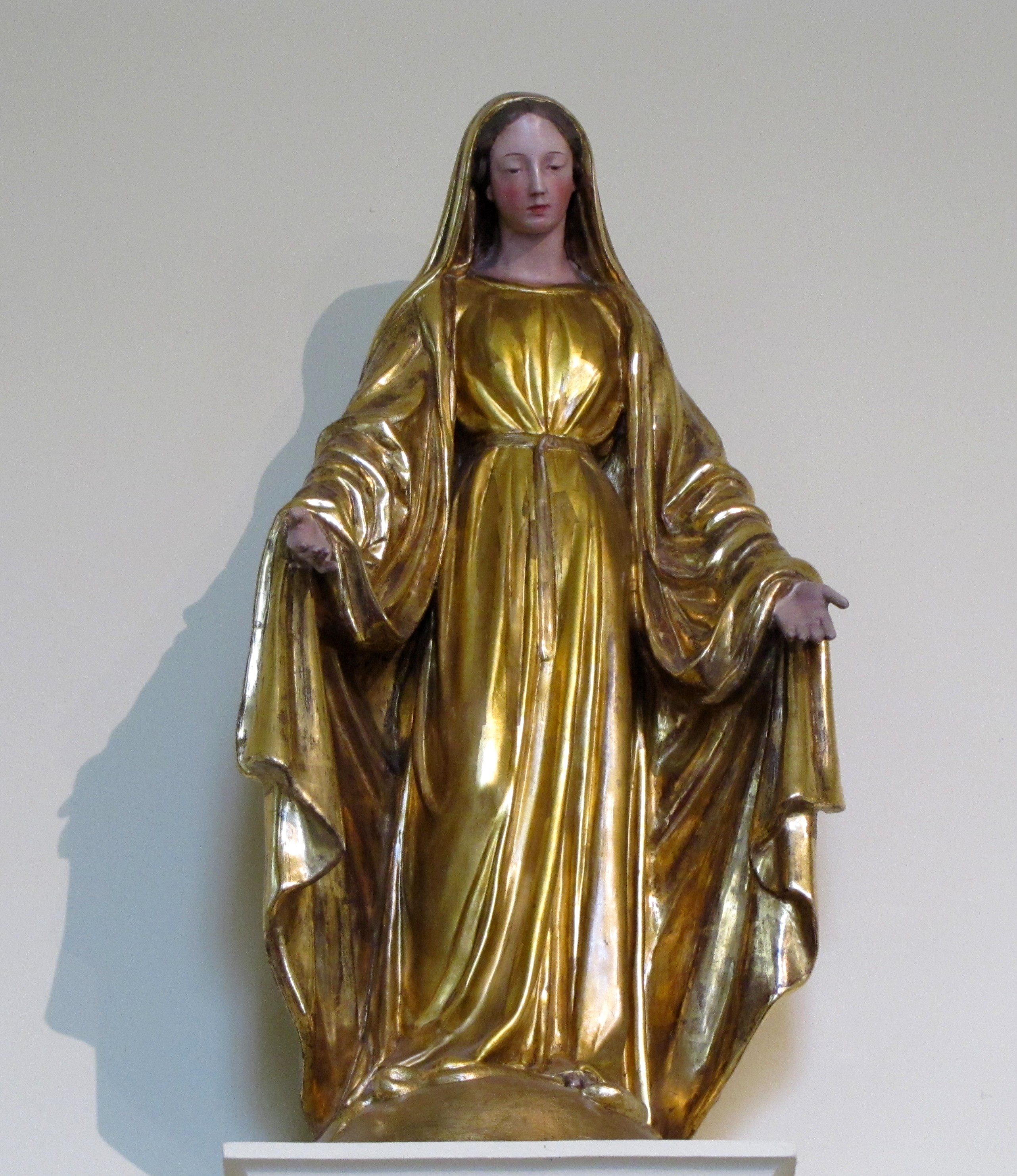
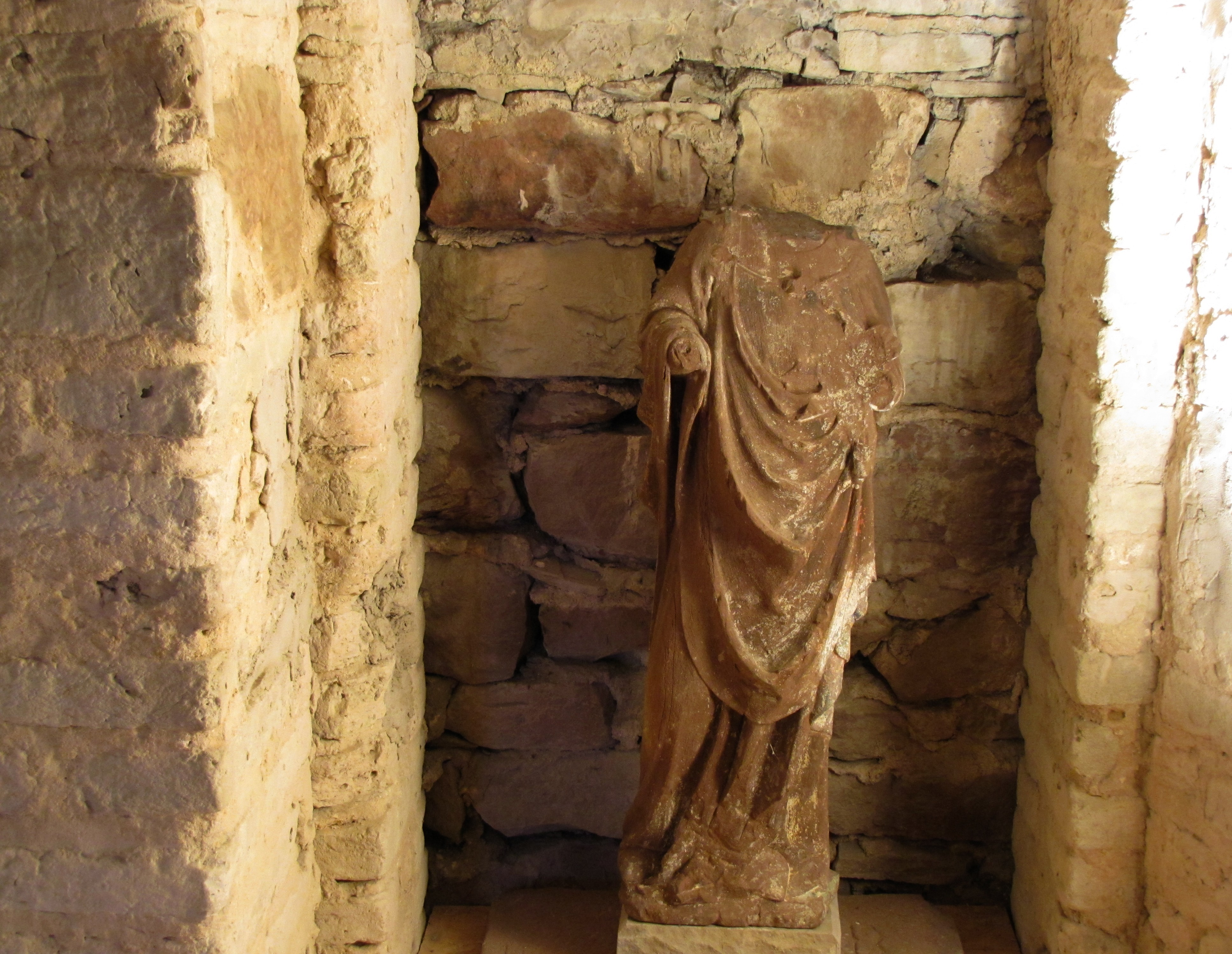